# 郭汜 (漢趙)
郭汜，字子游，上郡人，汉赵官员。
他的父亲郭士为县卒，跟着巫师在路上遇到一个女子。巫师说这个女子能生贵子，你也有贵子相，可以娶她，当兴君门。郭士娶了她，生下郭汜。长大身高不满七尺，相貌丑陋，也不聪明。后来和父亲一样成为县卒，感愤游学，以安平赵孔曜为师。孔曜说他有公卿之骨，后当富贵显达。郭汜在汉赵官至兼司徒。319年二月，石勒派左长史王修献捷，汉帝刘曜派郭汜授石勒为太宰、领大将军，进爵赵王。